# Thorictus paganettii
Thorictus paganettii is een keversoort uit de familie spektorren (Dermestidae). De wetenschappelijke naam van de soort werd in 1917 gepubliceerd door Jan Obenberger.